# Phobolosia duomaculata
Phobolosia duomaculata är en fjärilsart som beskrevs av Barnes och Benjamin 1925. Phobolosia duomaculata ingår i släktet Phobolosia och familjen nattflyn. Inga underarter finns listade i Catalogue of Life.